# Луи-Филипп Бельгийский
Луи-Филипп Леопольд Виктор Эрнест (фр. Louis Philippe Léopold Victor Ernest; 24 июля 1833, Лакен — 16 мая 1834, Лакен) — принц Бельгии; сын короля Леопольда I от его брака с Луизой Марией Орлеанской. На протяжении всей жизни Луи-Филипп был наследником бельгийского престола.

## Биография
Луи-Филипп родился 24 июля 1833 года в Лакенском дворце. Принц был первым ребёнком короля бельгийцев Леопольда I, и его второй жены Луизы Марии Орлеанской. По отцу мальчик был внуком герцога Саксен-Кобург-Заальфельдского Франца и Августы Рейсс-Эберсдорфской; по матери — короля французов Луи-Филиппа I и неаполитанской принцессы Марии Амалии.
Принц был крещён в Соборе Святого Михаила и Гудулы Энгельбертом Стерксом, архиепископом Мехелена. Имя мальчик получил в честь своего деда по матери Луи-Филиппа I Орлеанского, своего отца и кузины Виктории.
Луи-Филипп умер в девятимесячном возрасте в Лакене от воспаления слизистых оболочек. Похоронен в королевской усыпальнице в Брюсселе. Принц не носил традиционный титул наследника бельгийского престола — герцог Брабантский, так как эта традиция возникла позднее. Первым герцогом Брабантским стал младший брат Луи-Филиппа — Леопольд.